# Greene (hrabstwo Chenango)
Greene – wieś w Stanach Zjednoczonych, w stanie Nowy Jork, w hrabstwie Chenango.